# 今井町 (奈良県)
今井町（いまいちょう）は、1679年（延宝7年）から大和国高市郡にあった町。現在の橿原市の一部。

## 歴史
- 1889年（明治22年）4月1日 - 町村制施行により高市郡今井町、小綱村が合併村し、今井町が発足。
- 1956年（昭和31年）2月11日 - 高市郡八木町・畝傍町・鴨公村・真菅村、磯城郡耳成村と合併し橿原市を設置して消滅。